# پارکویل (مریلند)
پارکویل (به انگلیسی: Parkville) شهری در ایالت مریلند کشور ایالات متحده آمریکا است که جمعیت آن در سرشماری سال ۲۰۱۰ میلادی، ۳۰٬۷۳۴ نفر بوده‌است.